# ماریا کلنسکایا
ماریا کلنسکایا (استونیایی: Maria Klenskaja; ۲۹ ژانویهٔ ۱۹۵۱ – ۶ ژانویهٔ ۲۰۲۲) بازیگر تئاتر، تلویزیون و سینما اهل استونی بود.
از فیلم‌ها یا برنامه‌های تلویزیونی که وی در آن نقش داشته‌است می‌توان به شمشیرباز و گئورگ اشاره کرد.